# Dorothy Stokes Bostwick
Dorothy Stokes Bostwick Smith Campbell (26 de março de 1899 - 16 de fevereiro de 2001) foi uma herdeira americana, uma artista e autora que se tornou uma das primeiras mulheres nos Estados Unidos a possuir uma licença de piloto de helicóptero.

## Início da vida
Dorothy nasceu em Manhattan em 26 de março de 1899. Ela era o mais velho de cinco filhos de Mary Lillian (batizada como Stokes) Bostwick e Albert Carlton Bostwick Sr. Entre seus irmãos mais novos estava Albert C. Bostwick Jr., Lillian Bostwick Phipps, Dunbar Bostwick e Pete Bostwick. Seu pai, banqueiro e esportista, bateu recordes de velocidade automobilística. Após a morte de Albert Sênior em 1911, sua mãe se casou novamente em 1914 com Fitch Gilbert Jr., um agricultor formado pela Harvard and Columbia Law School e eles moravam na 801 Fifth Avenue.
Seu avô materno, Henry Bolter Stokes, foi presidente da Manhattan Life Insurance Company, e seu avô paterno, Jabez Bostwick, foi fundador e tesoureiro da Standard Oil e sócio de John D. Rockefeller.
Com a morte de seu pai em 1911, Dorothy e seus irmãos herdaram uma fortuna considerável e com a morte de sua avó, Helen Celia (nascida Ford) Bostwick, ela recebeu uma quantia considerável a mais.

## Vida pessoal
Em 7 de março de 1922, Bostwick casou-se com William Thomas Sampson Smith (1900–1983) na Christ Church em Gilbertsville, Nova York (uma cidade fundada pela família de seu padrasto). O avô de Smith era o falecido contra-almirante William T. Sampson, o comandante-chefe do Esquadrão do Atlântico Norte e o Superintendente da Academia Naval dos Estados Unidos. Smith foi um construtor de iates de corrida Star Class e, juntos, eles foram uma referência no circuito de corrida nacional e internacional durante as décadas de 1920 e 1930. Antes de seu divórcio em 1942, eles viviam em Leatherstocking Farm (em uma propriedade de 80 acres com uma mansão em estilo de cascalho projetada por Squires & Wynkoop) em Otsego Lake e em Short Hills, New Jersey, e eram os pais de:
- Suzanne Bostwick Smith, que se casou com o tenente John Van Benschoten Dean em 1942.[10]
- Dorothy Sampson Smith (1924–2010), que se casou com Henry Rudkin Jr., filho de Margaret Rudkin, que fundou e foi proprietária da Pepperidge Farm Inc.[11]
- William Thomas Sampson Smith Jr. (1928–1994),[12][13] que se casou com Judith Melrose Johnston em 1954.[14]
- Henry Stokes Smith (1932–1932), que morreu na infância.

Em 1950, ela se casou com Joseph Campbell (1900–1984), o vice-presidente e tesoureiro da Universidade de Columbia. Em 1953, eles se mudaram para Washington, DC quando Campbell começou a servir como Comissário de Energia Atômica, até ser nomeado pelo Presidente Dwight D. Eisenhower para Controlador Geral dos Estados Unidos em 1953.
Seu primeiro marido morreu em 1983 e seu segundo marido Campbell morreu em sua casa em Sarasota, Flórida, em 1984. Dorothy morreu em Sarasota em 16 de fevereiro de 2001.